# Kieran (prénom)
Pour les articles homonymes, voir Kieran.
Kieran (kɪˈɛra:n) est un prénom masculin d'origine irlandaise.

## Étymologie
Il vient du mot gaélique « Ciarán » signifiant « noir, foncé, brun, ou sombre ».
Il est aussi traduit par « Prince des ténèbres » («Dark Prince »), « l'homme aux cheveux noirs » (« Dark hair one »), mais aussi « petit homme sombre »   (« Little dark one »).
Ce prénom proviendrait de la forme réduite du gaélique McCarron: Kern et  Kerne pour le breton.

## Variantes
On le trouve aussi sous les écritures suivantes : Kenerin, Kerrier, Kiernan, Kerian, Keyrian, Kierian, Kyran, Queran, Queranus.

## Saints
- Saint Kieran de Clonmacnoise aussi appelé Kieran le jeune, Ciarán, Ciarán de clonmacnois, Ciarán de Clonmacnoise, Saint Ciarán, Queran, Queranus.

Il est considéré comme l'un des douze apôtres de l'Irlande. Sa fête liturgique est le 9 Septembre.
- Saint Kieran de Saighir aussi appelé Ciarán de Saighir, Ciaran, Kerrier, Kieran de Seirkeiran, Seir Kieran, Kieran de Ossory, Kiernan, Kyran.

Il serait à l'origine de l'arrivée du Catholicisme en Irlande, et apporta la foi chrétienne avec Saint Patrick . Sa fête liturgique est le 5 mars.
- Saint Kerne, saint breton[5].

## Popularité du prénom
En France :
- Depuis 1900, 480 personnes ont porté ce prénom.
- C'est en 2002 qu'il y eut le maximum d'enfants ayant reçu ce prénom, soit 61 bébés[6].

## Célébrités portant le prénom
- Kieran Campbell (en), rugbyman irlandais.
- Kieran Crowley, rugbyman.
- Kieran Culkin, acteur américain.
- Kieran Doherty, (1955 - 1981), membre de l'Armée républicaine irlandaise provisoire et Teachta Dála.
- Kieran Hanrahan (en), musicien irlandais et animateur radio.
- Kieran Hebden, musicien anglais.
- Kieran Lewis (en), rugbyman.
- Kieran Mulroney (en) (né le 24 septembre 1965 à Alexandria, Virginie, États-Unis), acteur américain.
- Kieran O'Brien (né en 1973 à Rochdale, Angleterre), acteur anglais.
- Kieran Phelan (en) (1949-2010), personnalité politique irlandaise.
- Kieran Prendergast, secrétaire général adjoint aux affaires politiques de l'Organisation des Nations unies.
- Kieran Read, rugbyman néo-zélandais.
- Kieran Richardson, footballeur anglais.
- Kieran West, rameur britannique.
- Kieran Gibbs, joueur de foot à Arsenal